# Rives nord-méditerranéennes
Rives nord-méditerranéennes est une publication en sciences humaines qui présente, dans des livraisons thématiques, des études principalement centrées sur le monde méditerranéen. Rives est la publication du laboratoire de recherche TELEMME : Temps, Espaces, Langages, Europe méridionale-Méditerranée. 
Rives se veut le reflet de cette recherche collective : en assurer une diffusion rapide, favoriser l’expression des jeunes chercheurs et l’approche interdisciplinaire. Rives publie trois fois par an les communications de journées d’études organisées au sein de TELEMME.
La revue est disponible en texte intégral sur le portail OpenEdition Journals, avec un délai de restriction de 3 ans ; elle est propulsée par le  CMS libre Lodel.

## Voir également